# ريموند براين
ريموند براين (مواليد 28 أبريل 1907) هو لاعب كرة قدم. يلعب مع منتخب بلجيكا لكرة القدم. سبق له أن لعب في كأس العالم لكرة القدم مع منتخب بلاده.

## روابط خارجية
- ريموند براين على موقع IMDb (الإنجليزية)
- ريموند براين على موقع الاتحاد البلجيكي (الإنجليزية)
- ريموند براين على موقع قاعدة بيانات كرة القدم.إي يو (الإنجليزية)
- ريموند براين على موقع ناشيونال فوتبول تيمز (الإنجليزية)
- ريموند براين على موقع أوليمبيديا (الإنجليزية)